# Södra Roslagens Brandförsvarsförbund
Södra Roslagens Brandförsvarsförbund var ett kommunalförbund för räddningstjänster för Danderyds, Täby, Vallentuna, Vaxholms, Värmdö och Österåkers kommuner.
Södra Roslagens Brandförsvarsförbund bildades 1984 av Danderyds, Täby, Vallentuna, Vaxholm och Österåkers kommuner. Värmdö kommun gick in i förbundet 2006. Det slogs 2009 ihop med Stockholms brandförsvar till Storstockholms brandförsvar.